# Roman Maria Zawadzki
Roman Maria Zawadzki (ur. w 1935) – polski profesor historii.

## Życiorys
Urodził się w 1935 roku. W 1996 roku na Uniwersytecie Jagiellońskim uzyskał stopień doktora habilitowanego na podstawie rozprawy „Spuścizna rękopiśmienna św. Jana Kantego”. Dziesięć lat później został profesorem nauk humanistycznych. Zajmuje się mediewistyką, kodykologią i filologią klasyczną.

## Publikacje
Lista niektórych prac:
- Spuścizna pisarska Stanisława ze Skarbimierza : studium źródłoznawcze (1979)
- Księga Sapieżyńska : praca zbiorowa (tom 1:1982, tom 2: 1986)
- Karol Wojtyła jako biskup krakowski (1988)
- Święty Jan Kanty : w sześćsetną rocznicę urodzin 1390-1990 (1991)
- Staropolski konterfekt świętego Jana z Kęt (2002)
- Mowa Jana Sariusza Zamoyskiego wygłoszona w Padwie na pogrzebie bardzo wybitnego męża Gabriella Fallopiego (2021)